# Giuseppe Antonio Taruffi
Giuseppe Antonio Taruffi (1715 – Roma, 1786) è stato uno scrittore, diplomatico e scacchista italiano.

## Biografia
Ha passato la maggior parte della sua vita a Bologna, dove ha guadagnato la fama di forte giocatore di scacchi. Tra i suoi avversari ci sono stati i campioni italiani del tempo Giambattista Lolli ed Ercole Del Rio.
Nel 1764 o 1765 si trasferì a Varsavia come uditore presso la segreteria del nunzio apostolico Antonio Eugenio Visconti. Rimase pochi anni a Varsavia, dove imparò il polacco e poi con Visconti trasferì a Vienna, dove ricoprì lo stesso incarico.
Qui ha conosciuto la compositrice Marianna Martines e Pietro Metastasio, di cui è stato il biografo.
Nel 1770 ha scritto un testo in francese su Il Turco, un automa creato da von Kempelen, che aveva visto a Vienna e che avrebbe dovuto simulare un giocatore di scacchi. Nel 1786 questo lavoro fu poi pubblicato in italiano a Roma.
Scrisse anche il poema «Montgolfieri machina volans. Carmen elegiacum» in latino sull'apparato volante, inventato dai fratelli Joseph-Michel e Jacques-Étienne Montgolfier, pubblicato nel 1784.
Quando Antonio Visconti divenne cardinale, si trasferì con lui a Roma, dove morì nel 1786.

## Opere
- Ad Raymudum Cunichium.
- Elogio accademico del chiarissimo poeta cesareo Pietro Metastasio ...
- Montgolferii machina volans.